# HMS E46
HMS E46 – brytyjski okręt podwodny typu E. Zbudowany w latach 1915–1916 w Cammell Laird, Birkenhead. Okręt został wodowany 25 stycznia 1916 roku i rozpoczął służbę w Royal Navy 1 października 1916 roku. Pierwszym dowódcą został Lt. Cdr. H.G. Higgins.
E46 został przystosowany do stawiania min.
W 1916 roku należał do Dziewiątej Flotylli Okrętów Podwodnych (9th Submarine Flotilla) stacjonującej w Harwich.
6 września 1922 roku okręt został sprzedany firmie Ellis & Co.